# Denkanikota
Denkanikota är en ort i Indien.   Den ligger i distriktet Krishnagiri och delstaten Tamil Nadu, i den södra delen av landet, 1 800 km söder om huvudstaden New Delhi. Denkanikota ligger 886 meter över havet och antalet invånare är 19 358.
Terrängen runt Denkanikota är platt. Runt Denkanikota är det ganska tätbefolkat, med 155 invånare per kvadratkilometer. Denkanikota är det största samhället i trakten. Omgivningarna runt Denkanikota är en mosaik av jordbruksmark och naturlig växtlighet.